# Danh sách loài được mô tả năm 2023
Danh sách các loài sinh vật được mô tả chính thức năm 2023 xếp theo thời gian công bố trên các tạp chí khoa học.

## Tháng 8 năm 2023
- Prosaurosphargis yingzishanensi[1]

## Tháng 9 năm 2022
- Rắn hoa cỏ H'mông: danh pháp khoa học Rhabdophis hmongorum.[2][3][4]